# 魔法のクリスタル
魔法のクリスタル（まほうのクリスタル）は、かつてサンリオピューロランドのフェアリーランドシアターで上演されていたミュージカル。

## 特徴
- サンリオピューロランドのフェアリーランドシアターのこけら落とし公演として上演された。
- 最初のころはヘリオス王子とルナ姫は外国人が演じており、セリフに日本語と英語が混じっていたが、マロンクリームが加わるようになってからは日本人が演じるようになった。
- フェアリーランドシアターの壁の絵はこのショーをモチーフとしている。
- なお水車と舞台上の人形たち、花や木々の大半は稼働を取りやめており、撤去されたものもある。

## ストーリー
妖精たちが暮らす国、フェアリーランド。そこに永遠の楽園が訪れるという伝説のルナ姫とヘリオス王子の結婚式が、夜に開かれることとなった。しかし、その儀式を魔王テラノスが狙っていた。ヘリオス王子とルナ姫は、フェアリーランドを守り切れるのだろうか。

## 登場キャラクター
ヘリオス王子
主人公。大樹の子供で、「親父」と呼んでいる。太陽の絵が描かれた服を着ている。
ルナ姫
ヒロイン。月のティアラを身に着けている。
ヤヤとメメ
フェアリーランドの妖精。いつも仲がいい。結婚式の際、ヘリオス王子に王冠を授け、ルナ姫にベールとブーケを授けた。
サッカリーナおばさん
ヘリオス王子とルナ姫の名付け親。眼鏡をかけている。ウェデイングケーキも彼女の手作り。
マロンクリーム
フェアリーランドに招かれた。プレショーでは、魔法の呪文である「マジクリマジクリマジクリラーン！」と叫んで入り口を開けてもらっている。結婚式ではブーケをゲットしている。
魔王テラノス
敵キャラクター。魔法のクリスタルを狙い、フェアリーランドを手中に収めようとするが魔法のクリスタルの力で正気に戻った。
マドウォンク
テラノスの手下だが、実際はヘリオス王子が洗脳した姿。その後正気に戻った。
女神オーロラ
ルナ姫に魔法のクリスタルを彼女の部下の精霊たちを経由して渡す。ルナ姫復活を祝っていた。フェアリーランドシアターの入り口も彼女が開けているが彼女曰く「邪な心を持ったものは入れない。良い心を持ったものしか入れない。」とのこと。
大樹たち
フェアリーランドにいる木々。話もできる。ヘリオス王子の父親である大樹は結婚式では立会人を務めた。
精霊たち
フェアリーランドにいる、フクロウといった動物たち。ヘリオス王子やルナ姫たちと会話もできる。